# Kevin Oris
Kevin Oris (født 6. december 1984) er en belgisk fodboldspiller.